# 北海盆踊り

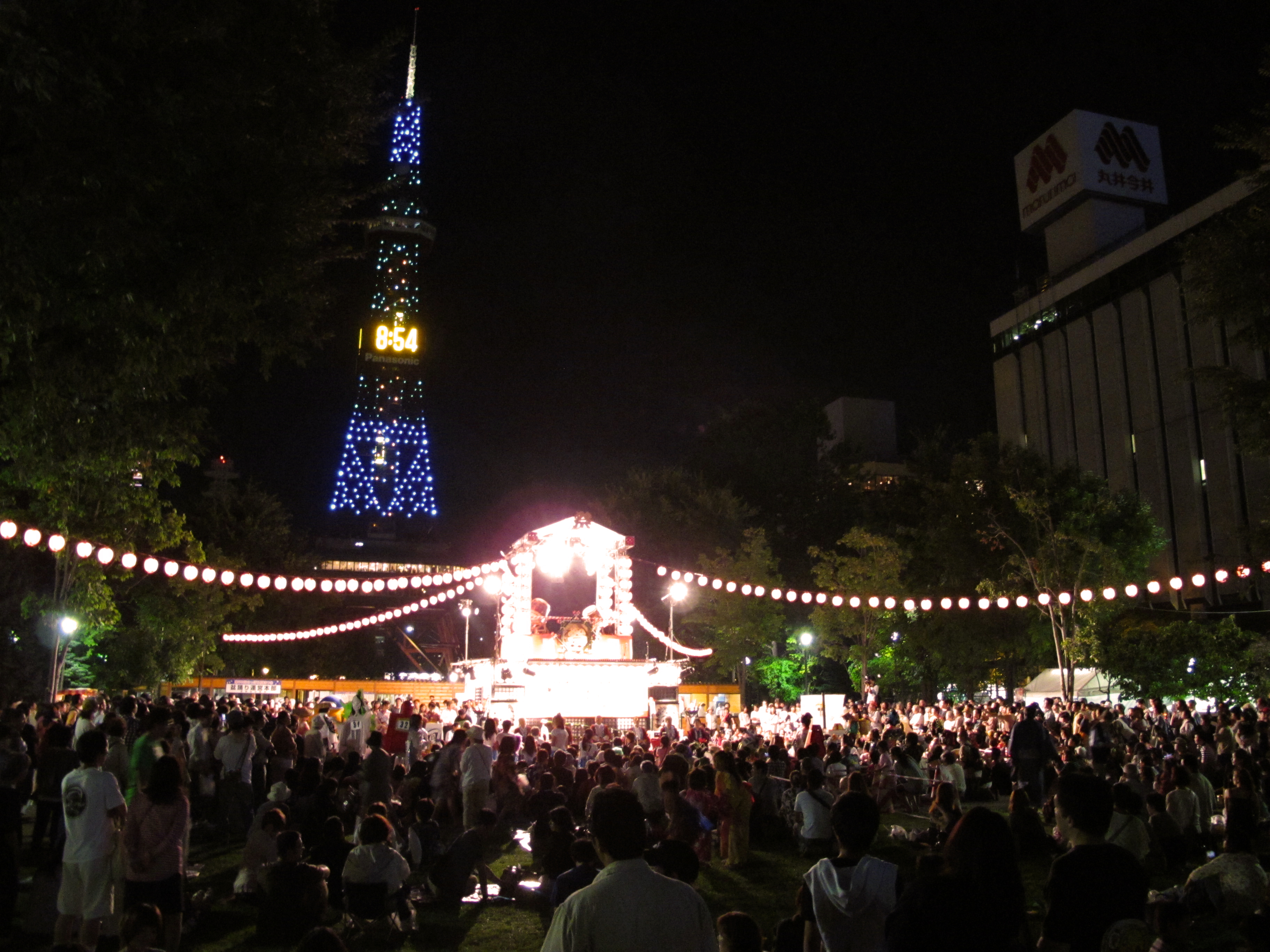
札幌市の大通公園で開催された「さっぽろ夏まつり」での北海盆踊り

北海盆踊り（ほっかいぼんおどり）は、北海道でお盆時期に開催される盆踊り行事。北海道の夏の風物詩の一つ。

## 構成
北海道の各自治体、各町内会などで大規模に開催されるものには、2部構成が多く、小規模の各町内会で開催されるものには、「子供盆踊り」のみ開催される場合もある。

### 大人の部
- 楽曲：北海盆唄（北海よされ節入り）

### 子供の部
- 楽曲：子供盆おどり唄
- 盆踊り終了後、景品（お菓子など）が配られる場合もある。

### その他の催し
- 仮装大会・ビンゴ大会・花火大会が行われる地域もある。

## 大規模開催地
- 三笠北海盆おどり（三笠市、北海盆唄の発祥地）
- さっぽろ夏まつり北海盆踊り（札幌市大通公園[1]）
- 復活北海盆踊り（岩内町） - 仮装大会も行われる。
- 滝川駐屯地盆踊り大会（滝川市） - 陸上自衛隊滝川駐屯地を一般開放して行われる。
- 千歳市民納涼盆踊り（千歳市）
- 北海よされ盆踊り大会（沼田町）
- 恵山納涼まつり（恵山町）
- 市民納涼盆踊り大会（名寄市） - 仮装大会も行われる。
- くしろ市民北海盆踊り（釧路市） - 子供盆踊りは無し。
- ふるさとの夏まつり（浦幌町） - 仮装大会も行われる。

## 北海盆踊り類似の踊り行事

### 函館
函館市の一部では昭和9年函館大火復興と函館港開港記念日（7月1日）を祝う夏祭りである函館港まつりの一環として町内会単位で北海盆踊り風の踊り行事が行われている。1935年（昭和10年）の第1回から踊り舞台を設け、老若男女が輪になって踊った。

## 地域限定楽曲

### 夕張
炭鉱の町夕張市の子供用盆踊り曲『夕張子ども盆踊りの歌』（1957年制作）が使われる。

#### 楽曲
- 『黒ダイヤ囃子』
- 『夕張こども盆踊り歌』
  - 作詞：藤田貞雄／作曲：外尾静子